# Sunnyside (Newfoundland och Labrador)
Sunnyside är en ort i Kanada.   Den ligger i provinsen Newfoundland och Labrador, i den östra delen av landet, 1 700 km öster om huvudstaden Ottawa. Antalet invånare är 452.
Terrängen runt Sunnyside är platt österut, men västerut är den kuperad. Runt Sunnyside är det mycket glesbefolkat, med 3 invånare per kvadratkilometer.. Närmaste större samhälle är Arnolds Cove, 11,0 km sydväst om Sunnyside. 
I omgivningarna runt Sunnyside växer i huvudsak blandskog.